# انتسکلوشترله
انتسکلوشترله (به آلمانی: Enzklösterle) یک شهر در آلمان است که در بادن-وورتمبرگ واقع شده‌است. انتسکلوشترله ۱٬۲۵۷ نفر جمعیت دارد.